# Coupe d'Islande de football 2010
La coupe d'Islande de football 2010 (VISA-bikar karla 2010) est la cinquante et unième édition de la compétition. Soixante-quatorze clubs y ont pris part.
Elle a débuté le 6 mai 2010 par le match opposant Léttir au Vikingur Ólafsvík.
La finale a lieu le 14 août 2010 au Laugardalsvöllur et oppose le FH Hafnarfjörður au KR Reykjavík. Le FH s'impose sur le score de 4-0.

## Déroulement de la compétition

### Premier tour
Le premier tour a rassemblé 46 équipes : 38 équipes des divisions islandaises les plus basses et 8 équipes de 2. deild karla. Les matchs de ce tour ont été joués entre le 6 et le 13 mai 2010.
| Équipe 1                           | Score | Équipe 2                           |        |
| 6 mai 2010                         |       |                                    |        |
| Léttir (3. Deild)                  | 2–4   | Vikingur Ólafsvík (2. Deild)       |        |
| 7 mai 2010                         |       |                                    |        |
| Gnúpverjar (-)                     | 1–1   | Kjalnesingar (-)                   | ** 0-3 |
| 8 mai 2010                         |       |                                    |        |
| Ýmir (3. Deild)                    | 0–3   | Hamar Hveragerði (2. Deild)        |        |
| KF Berserkir (3. Deild)            | 1–4   | KB Breiðholts (3. Deild)           |        |
| Reynir Sandgerði (2. Deild)        | 2–3   | ÍH Hafnarfjörður (2. Deild)        |        |
| KV Vesturbæjar (2. Deild)          | 3–1   | Elliði (-)                         |        |
| UMF Skallagrímur (3. Deild)        | 9–0   | Afríka (3. Deild)                  |        |
| Augnablik (3. Deild)               | 2–2   | Ægir Þorlákshöfn (3. Deild)        | ** 4-2 |
| KFR (3. Deild)                     | 5–3   | Árborg (3. Deild)                  |        |
| Víðir Garður (2. Deild)            | 4–2   | Vængir Júpiters (3. Deild)         |        |
| Höttur Egilsstaðir (2. Deild)      | 1–1   | Leiknir F.                         | ** 3-5 |
| Afturelding Mosfellsbær (2. Deild) | 3–0   | Grundarfjörður (3. Deild)          |        |
| Magni Grenivík (3. Deild)          | 1–4   | Tindastóll Sauðárkrókur (3. Deild) |        |
| Spyrnir (-)                        | 2–0   | Einherji (3. Deild)                |        |
| Dalvík/Reynir (3. Deild)           | 7–2   | Samherjar (-)                      |        |
| 9 mai 2010                         |       |                                    |        |
| UMFL (-)                           | 1–9   | UMF Álftanes (3. Deild)            |        |
| KFG (3. Deild)                     | 4–0   | Ísbjörninn (-)                     |        |
| Huginn Seyðisfjörður (3. Deild)    | 2–5   | Sindri Höfn (3. Deild)             |        |
| Þróttur Vogum (3. Deild)           | 3–1   | Ármann (-)                         |        |
| Markaregn (3. Deild)               | 0–4   | KFK (3. Deild)                     |        |
| Draupnir (3. Deild)                | 8–0   | Kormákur (-)                       |        |
| 10 mai 2010                        |       |                                    |        |
| Carl (-)                           | 2–0   | Hvíti riddarinn (3. Deild)         |        |
| 13 mai 2010                        |       |                                    |        |
| KFS Vestmannaeyjar (3. Deild)      | 2–1   | Björninn (3. Deild)                |        |

 *  - après prolongation

 **  - aux tirs au but

### Deuxième tour
Le deuxième tour a rassemblé 40 équipes :les 23 qualifiés du premier tour, une équipe des divisions les plus basses (Höfrungur), les 4 équipes de 2. deild karla non entrées dans la compétition et les 12 équipes de 1. deild karla
Les matchs de ce tour ont été joués entre le 17 et le 19 mai 2010.

| Équipe 1                           | Score | Équipe 2                           |       |
| 17 mai 2010                        |       |                                    |       |
| KA Akureyri (1. Deild)             | 2–0   | Draupnir (3. Deild)                |       |
| 18 mai 2010                        |       |                                    |       |
| BÍ/Bolungarvík (2. Deild)          | 12–0  | Höfrungur (-)                      |       |
| Hvöt Blönduós (2. Deild)           | 0–3   | Þór Akureyri (1. Deild)            |       |
| Víðir Garður (2. Deild)            | 2–0   | ÍH Hafnarfjörður (2. Deild)        |       |
| Afturelding Mosfellsbær (2. Deild) | 4–0   | Augnablik (3. Deild)               |       |
| Dalvík/Reynir (3. Deild)           | 1–2   | Völsungur Húsavík (2. Deild)       |       |
| Sindri Höfn (3. Deild)             | 5–2   | Leiknir F. (3. Deild)              |       |
| Hamar Hveragerði (2. Deild)        | 1–1   | Grótta Seltjarnarnes (1. Deild)    | **4-5 |
| KFS Vestmannaeyjar (3. Deild)      | 2–5   | Vikingur Ólafsvík (2. Deild)       |       |
| KF Fjarðabyggðar (1. Deild)        | 10–0  | Spyrnir (-)                        |       |
| 19 mai 2010                        |       |                                    |       |
| KFK (-)                            | 2–7   | IR Reykjavik (1. Deild)            |       |
| KS/Leiftur (2. Deild)              | 2–1   | Tindastóll Sauðárkrókur (3. Deild) |       |
| HK Kopavogur (1. Deild)            | 9–0   | Þróttur Vogum (3. Deild)           |       |
| UMF Njarðvík (1. Deild)            | 2–0   | Carl (-)                           |       |
| UMF Skallagrímur (3. Deild)        | 0–6   | Víkingur Reykjavík (1. Deild)      |       |
| Kjalnesingar (-)                   | 1–6   | Leiknir Reykjavík (1. Deild)       |       |
| UMF Álftanes                       | 1–4   | Thróttur Reykjavík (1. Deild)      |       |
| ÍA Akranes                         | 5–0   | KFG (3. Deild)                     |       |
| KV Vesturbæjar (2. Deild)          | 0–5   | Fjölnir Reykjavík (1. Deild)       |       |
| KB Breiðholts (3. Deild)           | 2–1   | KFR (3. Deild)                     |       |

 *  - après prolongation

 **  - aux tirs au but

### Seizièmes de finale
Les seizièmes de finale ont rassemblé les 20 qualifiés du tour précédant et les 12 équipes de l'Úrvalsdeild.
Les matchs de ce tour ont été joués les 2 et 3 juin 2010.

| Équipe 1                             | Score | Équipe 2                           |       |
| 2 juin 2010                          |       |                                    |       |
| KF Fjarðabyggðar (1. Deild)          | 3–2   | UMF Njarðvík (1. Deild)            | *     |
| BÍ/Bolungarvík (2. Deild)            | 2–0   | Völsungur Húsavík (2. Deild)       |       |
| Víkingur Reykjavík (1. Deild)        | 7–0   | Sindri Höfn (3. Deild)             |       |
| KB Breiðholts (3. Deild)             | 0–1   | Vikingur Ólafsvík (2. Deild)       |       |
| ÍBV Vestmannaeyjar (Pepsi deildin)   | 0–1   | KR Reykjavík (Pepsi deildin)       |       |
| KA Akureyri (1. Deild)               | 3–2   | HK Kopavogur (1. Deild)            | *     |
| Fram Reykjavík (Pepsi deildin)       | 2–1   | IR Reykjavik (1. Deild)            |       |
| 3 juin 2010                          |       |                                    |       |
| Valur Reykjavík (Pepsi deildin)      | 2–1   | Afturelding Mosfellsbær (2. Deild) |       |
| Leiknir Reykjavík (1. Deild)         | 1–3   | Stjarnan Garðabær (Pepsi deildin)  |       |
| Thróttur Reykjavík (1. Deild)        | 3–1   | Grótta Seltjarnarnes (1. Deild)    |       |
| Haukar Hafnarfjörður (Pepsi deildin) | 0–2   | Fjölnir Reykjavík (1. Deild)       |       |
| Víðir Garður (2. Deild)              | 0–2   | Fylkir Reykjavík (Pepsi deildin)   |       |
| UG Grindavík (Pepsi deildin)         | 2–1   | Þór Akureyri (1. Deild)            |       |
| ÍBK Keflavík (Pepsi deildin)         | 1–0   | KS/Leiftur (2. Deild)              |       |
| ÍA Akranes (1. Deild)                | 2–1   | UMF Selfoss (Pepsi deildin)        |       |
| Breiðablik Kopavogur (Pepsi deildin) | 1–1   | FH Hafnarfjörður (Pepsi deildin)   | **1-3 |

 *  - après prolongation

 **  - aux tirs au but

### Huitièmes de finale
Les matchs de ce tour ont été joués le 23 et 24 juin 2010.

| Équipe 1                         | Score | Équipe 2                          |       |
| 23 juin 2010                     |       |                                   |       |
| Fjölnir Reykjavík (1. Deild)     | 1–2   | KR Reykjavík (Pepsi deildin)      |       |
| ÍA Akranes (1. Deild)            | 0–1   | Thróttur Reykjavík (1. Deild)     |       |
| BÍ/Bolungarvík (2. Deild)        | 0–2   | Stjarnan Garðabær (Pepsi deildin) |       |
| Vikingur Ólafsvík (2. Deild)     | 3–2   | KF Fjarðabyggðar (1. Deild)       |       |
| Víkingur Reykjavík (1. Deild)    | 1–3   | Valur Reykjavík (Pepsi deildin)   | *     |
| 24 juin 2010                     |       |                                   |       |
| UG Grindavík (Pepsi deildin)     | 1–1   | KA Akureyri (1. Deild)            | **4-5 |
| ÍBK Keflavík (Pepsi deildin)     | 2–3   | FH Hafnarfjörður (Pepsi deildin)  |       |
| Fylkir Reykjavík (Pepsi deildin) | 0–2   | Fram Reykjavík (Pepsi deildin)    |       |

 *  - après prolongation

 **  - aux tirs au but

### Quarts de finale
Les matchs de ce tour ont eu lieu le 11 et 12 juillet 2010.

| Équipe 1                         | Score | Équipe 2                          |       |
| 11 juillet 2010                  |       |                                   |       |
| FH Hafnarfjörður (Pepsi deildin) | 3–0   | KA Akureyri (1. Deild)            |       |
| 12 juillet 2010                  |       |                                   |       |
| Fram Reykjavík (Pepsi deildin)   | 3–1   | Valur Reykjavík (Pepsi deildin)   |       |
| KR Reykjavík (Pepsi deildin)     | 3–2   | Thróttur Reykjavík (1. Deild)     |       |
| Vikingur Ólafsvík (2. Deild)     | 3–3   | Stjarnan Garðabær (Pepsi deildin) | **5-4 |

### Demi-finales
Les matchs de ce tour ont eu lieu le 28 et 29 juillet 2010.
| Équipe 1                         | Score | Équipe 2                       |  |
| 28 juillet 2010                  |       |                                |  |
| FH Hafnarfjörður (Pepsi deildin) | 3–1   | Vikingur Ólafsvík (2. Deild)   |  |
| 29 juillet 2010                  |       |                                |  |
| KR Reykjavík (Pepsi deildin)     | 4–0   | Fram Reykjavík (Pepsi deildin) |  |

### Finale
La finale se déroule le 14 août 2010 au Laugardalsvöllur de Reykjavik. C'est le 74e et dernier match de la coupe d'Islande 2010.

| Équipe 1                         | Score | Équipe 2                     |  |
| FH Hafnarfjörður (Pepsi deildin) | 4-0   | KR Reykjavík (Pepsi deildin) |  |

## Source
- Résultats de la Coupe d'Islande 2010 sur le site de la fédération islandaise de football